# 李景恒
李景恒（?—?），唐宋史料为唐穆宗李恒、宋真宗赵恒避讳，又作李景尝、李景悮，唐朝宗室，唐太祖李虎的玄孙，李璋曾孙，李韶之孙，江夏郡王李道宗之子。
李道宗去世后，李景恒袭爵，降为卢国公，官至相州刺史。咸亨三年（672年），李景恒在相州西二十里开高平渠，引安阳水东流灌溉田地，入广润陂。